# Religia w Japonii

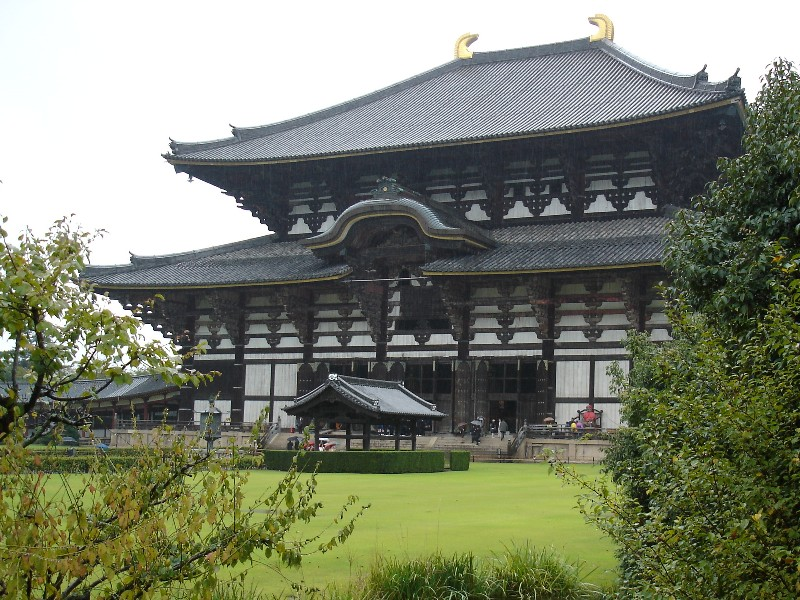
Świątynia buddyjska Tōdai-ji w Nara

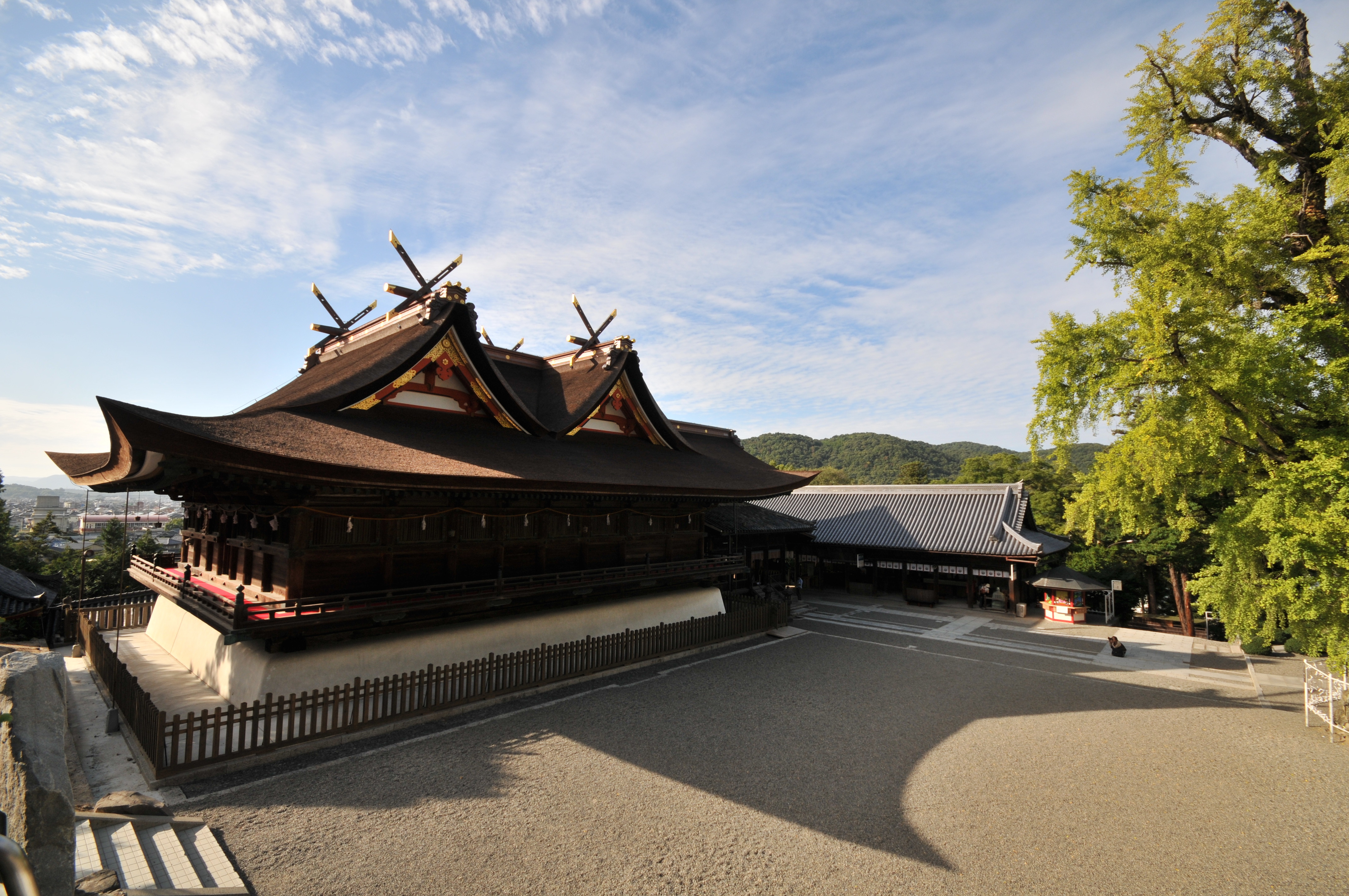
Chram shintō Kibitsu-jinja w Okayama, prefektura Okayama

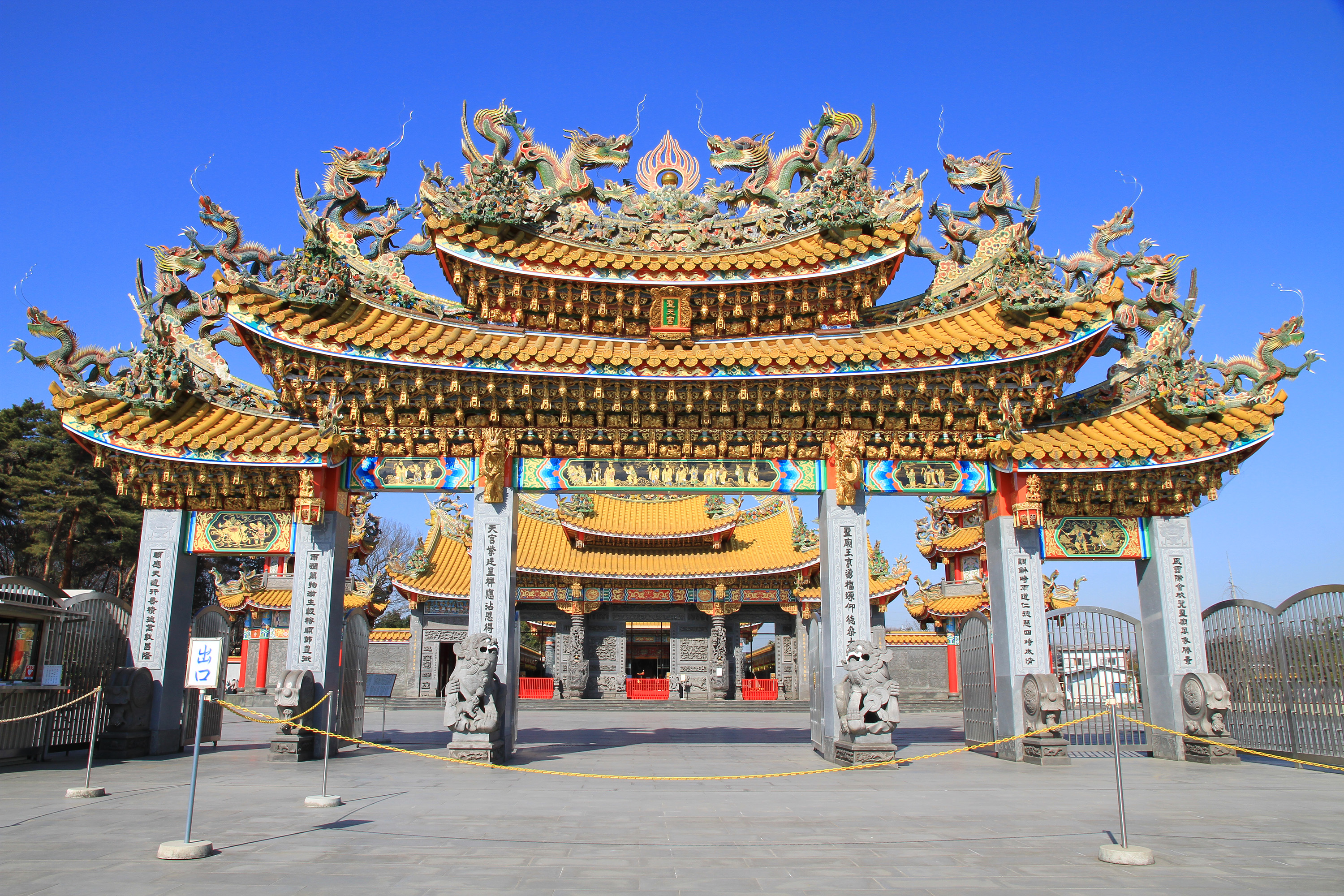
Seiten-kyū (Świątynia Świętego Nieba), taoistyczna świątynia w Sakado, prefektura Saitama

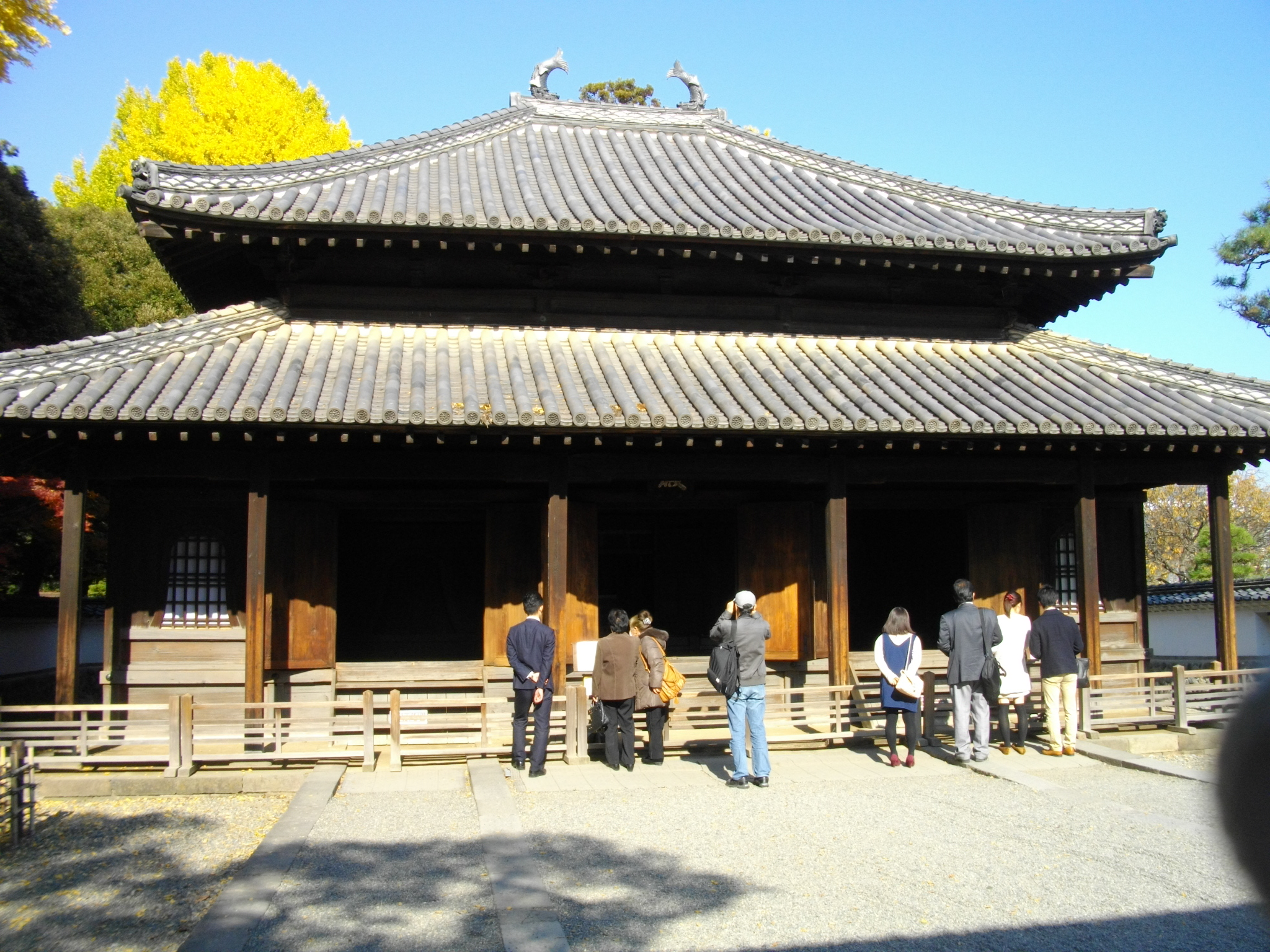
Kōshi-byō (Świątynia Konfucjusza), zbudowana w 1668 r. w Ashikaga, w prefekturze Tochigi

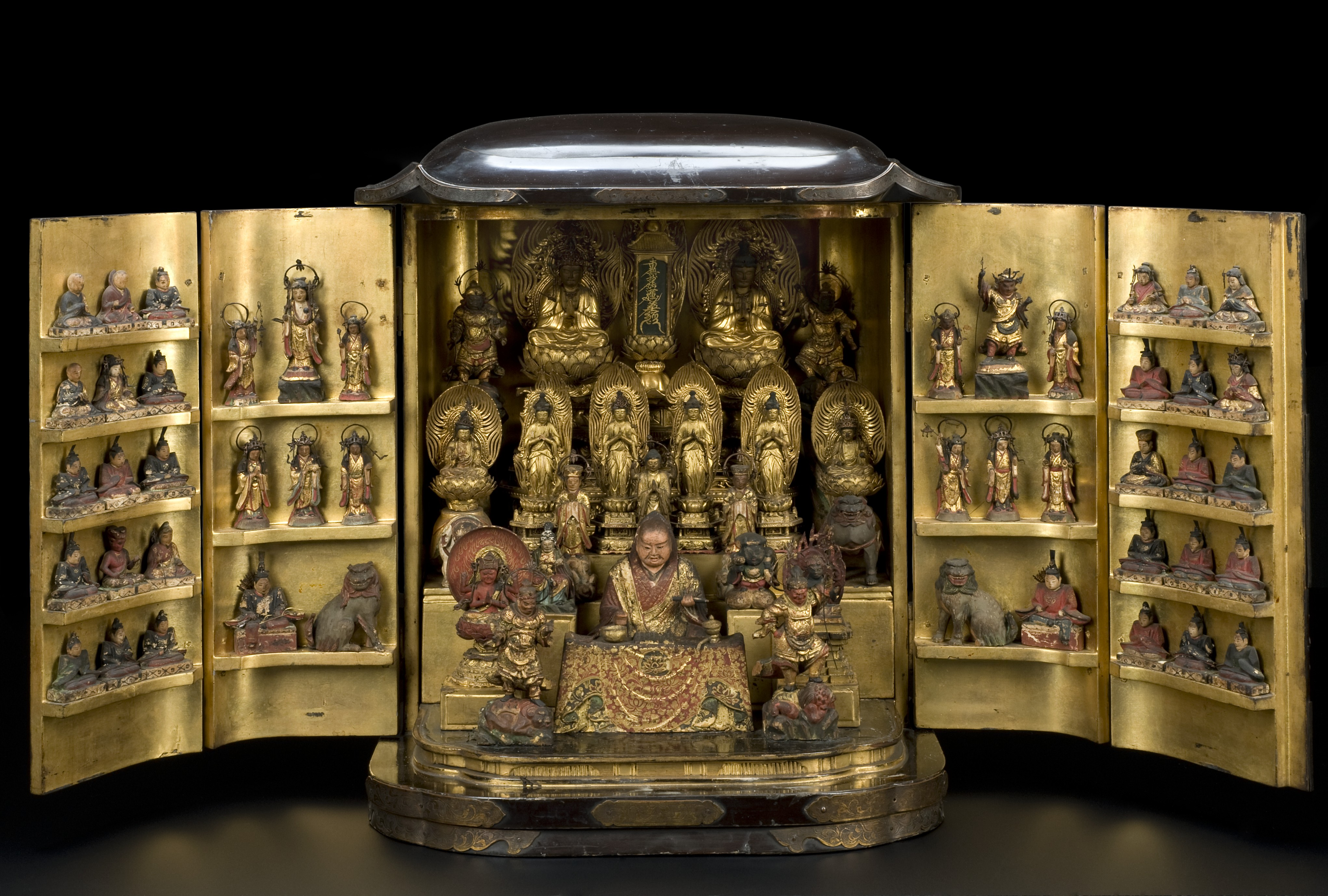
Domowy ołtarz z figurkami bóstw shintō i buddyzmu

Religia w Japonii – rodzaj kodeksu moralnego, zespołu wierzeń, sposobu i filozofii życia, ściśle związanych z japońskimi wartościami społecznymi i kulturowymi.
W Japonii istnieją obok siebie, uzupełniają się i przenikają dwie główne religie: shintō (droga bogów) i buddyzm (synkretyzm shintō-buddyjski). Nakładają się na nie chińskie systemy filozoficzno-religijne: konfucjanizm i taoizm i w niewielkim stopniu chrześcijaństwo. Wszystkie te przyjęte z zewnątrz tradycje i prądy myślowe przeszły znaczące transformacje wskutek zderzenia z tradycją rodzimą. Religijność japońska, odmienna od zachodniej, jest prywatną sprawą rodzinną. Jest niezależna od państwa i rzadko dyskutowana w codziennym życiu. Większość Japończyków nie twierdzi, że jest religijna.

## Główne cechy tradycyjnej religii japońskiej
Współczesna religijność japońska została przez wieki ukształtowana zachodzącymi na siebie i powiązanymi ze sobą poniższymi cechami: 
- wzajemnym oddziaływaniem pomiędzy kilkoma tradycjami religijnymi (np.: zawarcie związku małżeńskiego w chramie shintō, życie w zgodzie z nauką społeczną Konfucjusza, podtrzymywanie niektórych taoistycznych przekonań o zjawiskach „szczęśliwych” i „nieszczęśliwych”, uczestniczenie w festiwalach ludowych, pochówek w obrzędzie buddyjskim);
- bliskim związkom człowieka z bogami (kami) oraz świętością przyrody (czczone lub traktowane jako kami są nie tylko mitologiczne bóstwa, ale także zjawiska naturalne, cesarze, czy wybitne osoby: są one pojmowane jako egzystujące nie w innym świecie, ale w świecie natury i życiu istot ludzkich);
- religijnym znaczeniem rodziny i kultu przodków (dom był zawsze centrum praktyki religijnej przed rodzinnymi ołtarzykami ustawionymi ku czci przodków);
- rytualnym oczyszczeniem jako podstawową zasadą życia religijnego (poczucie „czystości” i „nieczystości” oraz procedury rytualnego oczyszczania nabrały ogromnego znaczenia i przeniknęły kulturę jako całość, a grzech nie jest pogwałceniem boskich przykazań, ale poczuciem nieczystości lub skalań, które oddzielają ich od bliźnich, a zwłaszcza od kami);
- festiwalami, świętami, obchodami (rodzinnymi i ogólnonarodowymi) jako głównym środkiem celebracji religijnej;
- rolą religii w życiu codziennym, silnie oddziałującą na wszystkie dziedziny życia społecznego i przejawiającą się m.in. w estetycznym podejściu do religijnej koncepcji czci wobec sił natury;
- podporządkowaniem władzy religijnej władzom politycznym. Mit usankcjonował jedność rytuału religijnego i państwa poprzez ideę, iż kami stworzyły wyspy japońskie jako świętą ziemię pod rządami świętego cesarza, który był potomkiem najwyższego kami, bogini słońca Amaterasu Ōmikami. Wpływy kulturowe z Chin, a zwłaszcza konfucjanizm i buddyzm, wzmocniły i zmodyfikowały ten podstawowy wzorzec[3].

W XIX i XX wieku pojawiły się nowe kulty i sekty (shin-shūkyō, „nowe religie”), z których wiele opiera się nie tylko na shintō i/lub buddyzmie, ale także m.in.: konfucjanizmie, taoizmie, religiach ludowych, szamanizmie. Założyciele tych grup są często czczeni jako żywe bóstwa (ikigami), a głoszone przez nich idee mówią o dawaniu poczucia wspólnoty ludziom, którym brakuje wsparcia duchowego we współczesnym świecie.
Najbardziej wpływową z nich jest świecka organizacja buddyjska o nazwie Sōka Gakkai (Stowarzyszenie Tworzenia Wartości). Została założona w 1930 roku w oparciu o doktrynę pewnej formy buddyzmu głoszonej przez mnicha Nichirena (1222–1282). Organizacja ma kilka milionów członków i własną partię polityczną Kōmeitō („partię czystych rządów”).
Nowe grupy religijne nie zawsze są nastawione pokojowo do społeczeństwa. Pokazał to zbrodniczy atak przy pomocy sarinu w 1995 roku, przeprowadzony w tokijskim metrze przez członków sekty Aum Shinrikyō (Ōmu Shinrikyō).

## Wyznawcy
Liczba wyznawców poszczególnych religii według oficjalnych danych statystycznych japońskiej Agencji ds. Kultury (Bunka-chō) na dzień 31 grudnia 2018 roku: 
- shintō – 86 166 133
- buddyzm – 85 333 050
- chrześcijaństwo – 1 921 834
- inne – 7 743 714
- łącznie – 181 164 731[5]

Liczba wiernych znacznie przekracza całkowitą liczbę 127 mln mieszkańców Japonii.